# Sinoquipe
Sinoquipe (del idioma ópata Sinotquipa: "Culebra en la casa") es un pueblo del Municipio de Arizpe ubicado en la región centro-norte del estado mexicano de Sonora, en la zona oeste de la Sierra Madre Occidental. El pueblo es la segunda localidad más poblada del municipio, ya que según datos del Censo de Población y Vivienda realizado en 2020 por el Instituto Nacional de Estadística y Geografía (INEGI), tiene un total de 390 habitantes. Se encuentra a 25.8 km al sur de Arizpe, la cabecera del municipio y a 187 km al noreste de Hermosillo, capital del estado. Sinoquipe se encuentra asentado a orilla de la carretera estatal 89 que lo comunica con los otros pueblos a través de la Ruta del río Sonora. 
El pueblo fue fundado en 1646 como pueblo de visita de la misión jesuítica de Nuestra Señora de la Asunción de Arizpe bajo el nombre de San Ignacio de Sinoquipe por el misionero jesuita Ignacio Molarja
El nombre de Sinoquipe proviene de la palabra de la lengua indígena ópata sinotquipa que se interpreta como: "Culebra en la casa", de las raíces; Sinot que significa "culebra", Qui que significa "casa" y Pa que significa "en o en lugar". El cual era el nombre o apodo con el que se conocía al jefe de las tribus antiguas que habitaban esta zona.

## Geografía
Véase también: Geografía del Municipio de Arizpe
El pueblo se localiza bajo las coordenadas 30°9′19″ de latitud norte y 110°14′42" de longitud oeste del meridiano de Greenwich a una elevación media de 737 metros sobre el nivel del mar. Hacia el oeste  se encuentra la sierra San Antonio, hacia el este la sierra de El Carmen y por el norte penetra hacia el extremo sur la sierra El Manzanal. Se tienen áreas menos accidentadas sobre las vegas de los ríos Bacanuchi y Sonora.

### Clima
Cuenta con un clima seco y semicálido, con una temperatura media anual de 21.2 °C, ocasionalmente se presentan heladas de noviembre a febrero, y las lluvias en los meses de julio y agosto. El récord como la temperatura más baja es de -11 °C y la más alta que se ha presentado es de 49 °C

## Gobierno
Véase también: Gobierno del Municipio de Arizpe

Sinoquipe es una de las 72 localidades y una de las 3 comisarías en las que se divide el municipio de Arizpe y su sede de gobierno se encuentra en el pueblo de Arizpe el cual es la cabecera del municipio. Cuyo ayuntamiento está integrado por un presidente municipal, un síndico, 3 regidores de mayoría relativa y 2 de representación proporcional. Debido a su cercanía a la cabecera que es donde se encuentra el palacio municipal.
| Parámetros climáticos promedio de Sinoquipe | Parámetros climáticos promedio de Sinoquipe | Parámetros climáticos promedio de Sinoquipe | Parámetros climáticos promedio de Sinoquipe | Parámetros climáticos promedio de Sinoquipe | Parámetros climáticos promedio de Sinoquipe | Parámetros climáticos promedio de Sinoquipe | Parámetros climáticos promedio de Sinoquipe | Parámetros climáticos promedio de Sinoquipe | Parámetros climáticos promedio de Sinoquipe | Parámetros climáticos promedio de Sinoquipe | Parámetros climáticos promedio de Sinoquipe | Parámetros climáticos promedio de Sinoquipe | Parámetros climáticos promedio de Sinoquipe |
| Mes                                         | Ene.                                        | Feb.                                        | Mar.                                        | Abr.                                        | May.                                        | Jun.                                        | Jul.                                        | Ago.                                        | Sep.                                        | Oct.                                        | Nov.                                        | Dic.                                        | Anual                                       |
| ------------------------------------------- | ------------------------------------------- | ------------------------------------------- | ------------------------------------------- | ------------------------------------------- | ------------------------------------------- | ------------------------------------------- | ------------------------------------------- | ------------------------------------------- | ------------------------------------------- | ------------------------------------------- | ------------------------------------------- | ------------------------------------------- | ------------------------------------------- |
| Temp. máx. abs. (°C)                        | 37                                          | 38                                          | 39                                          | 39                                          | 44                                          | 47                                          | 49                                          | 44                                          | 41                                          | 40                                          | 40                                          | 37                                          | 49                                          |
| Temp. máx. media (°C)                       | 23                                          | 24                                          | 27                                          | 31                                          | 35                                          | 39                                          | 37                                          | 36                                          | 35                                          | 32                                          | 27                                          | 23                                          | 31                                          |
| Temp. mín. media (°C)                       | 5                                           | 6                                           | 6                                           | 9                                           | 12                                          | 17                                          | 20                                          | 19                                          | 17                                          | 13                                          | 8                                           | 5                                           | 11.4                                        |
| Temp. mín. abs. (°C)                        | -11                                         | -5                                          | -1                                          | 2                                           | 3                                           | 7                                           | 9                                           | 13                                          | 9                                           | --                                          | -2                                          | -5                                          | -11                                         |
| Precipitación total (mm)                    | 23                                          | 30                                          | 17                                          | 6                                           | 8                                           | 16                                          | 165                                         | 142                                         | 53                                          | 25                                          | 31                                          | 58                                          | 564                                         |
| Fuente: Weatherbase                         |                                             |                                             |                                             |                                             |                                             |                                             |                                             |                                             |                                             |                                             |                                             |                                             |                                             |

## Demografía
Según el Censo de Población y Vivienda realizado en 2020 realizado por el Instituto Nacional de Estadística y Geografía (INEGI), el pueblo tiene un total de 390 habitantes, de los cuales 201 son hombres y 189 son mujeres. En 2020 había 197 viviendas, pero de estas 128 viviendas estaban habitadas, de las cuales 30 estaban bajo el cargo de una mujer.
El 88.46% de sus pobladores pertenece a la religión católica, el 10% es cristiano evangélico/protestante o de alguna variante y el 1.28% es de otra religión, mientras que el 0.26% no profesa ninguna religión.

### Educación y salud
Según el Censo de Población y Vivienda de 2020; 2 niños de entre 6 y 11 años (0.51% del total), 2 adolescentes de entre 12 y 14 años (0.51%), 9 adolescentes de entre 15 y 17 años (2.31%) y 2 jóvenes de entre 18 y 24 años (0.51%) no asisten a ninguna institución educativa. 11 habitantes de 15 años o más (2.82%) son analfabetas, 12 habitantes de 15 años o más (3.08%) no tienen ningún grado de escolaridad, 59 personas de 15 años o más (15.13%) lograron estudiar la primaria pero no la culminaron, 17 personas de 15 años o más (4.36%) iniciaron la secundaria sin terminarla, teniendo el pueblo un grado de escolaridad de 7.84.
La cantidad de población que no está afiliada a un servicio de salud es de 112 personas, es decir, el 28.72% del total, de lo contrario el 71.28% sí cuenta con un seguro médico ya sea público o privado. Según el mismo censo, 31 personas (7.95%) tienen alguna discapacidad o límite motriz para realizar sus actividades diarias, mientras que 8 habitantes (2.05%) poseen algún problema o condición mental.
En el pueblo se encuentran tres instituciones educativas: 1 jardín de niños, 1 escuela primaria y la telesecundaria #153; y un centro de salud.

### Población histórica
Evolución de la cantidad de habitantes desde el evento censal del año 1910:
| Año           | 1910 | 1921 | 1930 | 1940 | 1950 | 1960 | 1970 | 1980 | 1990 | 1995 | 2000 | 2005 | 2010 | 2020 |
| Población     | 247  | 292  | 296  | 204  | 349  | 267  | 385  | 451  | 550  | 493  | 470  | 383  | 379  | 390  |
| Fuente: INEGI |      |      |      |      |      |      |      |      |      |      |      |      |      |      |